# فلاتكو ماركوفتش
فلاتكو ماركوفتش (مواليد 1 يناير 1937) هو لاعب كرة قدم. يلعب مع منتخب يوغوسلافيا لكرة القدم. سبق له أن لعب في كأس العالم لكرة القدم مع منتخب بلاده.

## روابط خارجية
- فلاتكو ماركوفتش على موقع الاتحاد الدولي (مؤرشف)  (الإنجليزية)
- فلاتكو ماركوفتش على موقع قاعدة بيانات كرة القدم.إي يو (الإنجليزية)
- فلاتكو ماركوفتش على موقع ناشيونال فوتبول تيمز (الإنجليزية)
- فلاتكو ماركوفتش على موقع عالم كرة القدم.نت (الإنجليزية)